# Gobius paganellus
Il ghiozzo paganello  (Gobius paganellus Linnaeus, 1758), conosciuto commercialmente come ghiozzetto, è un pesce d'acqua salata, appartenente alla famiglia dei Gobiidae.

## Distribuzione e habitat
È presente nell'intero Mar Mediterraneo, nel Mar Nero e nell'Oceano Atlantico orientale tra il Senegal e le coste scozzesi ed irlandesi. È una delle pochissime specie che, attraverso il Canale di Suez, sono passate dal Mediterraneo al Mar Rosso, facendo il percorso inverso rispetto ai migranti lessepsiani. È comunissimo nelle acque italiane, soprattutto nella laguna Veneta dove è addirittura abbondante.

Vive su fondi misti o rocciosi con abbondante sedimento. È una specie eurialina ed è frequente all'interno delle lagune.

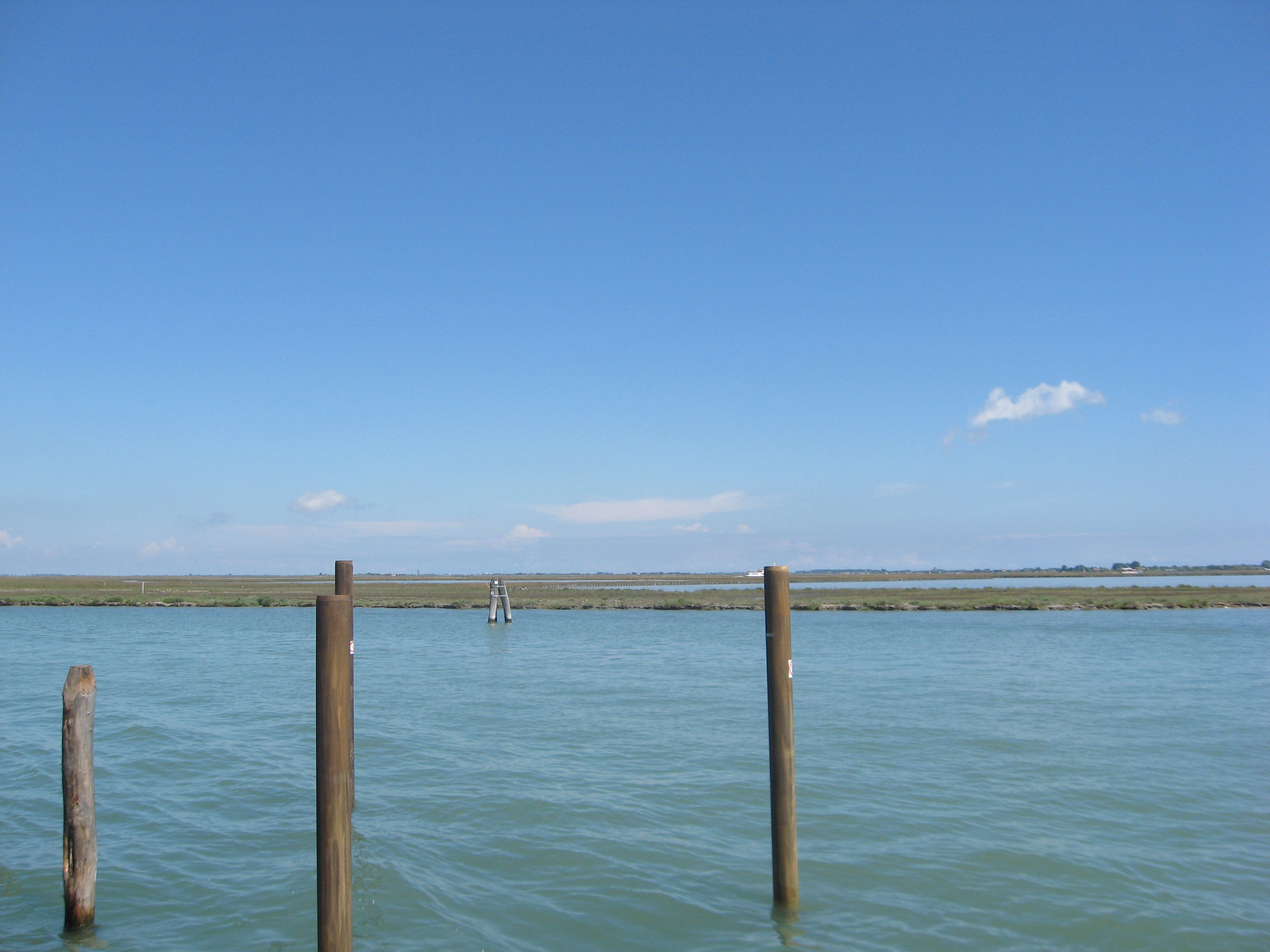
Il tipico ambiente del ghiozzetto

## Descrizione
È un tipico Gobius, molto simile a Gobius niger da cui si può distinguere da:
- prima pinna dorsale priva di raggi allungati, alta come la seconda
- raggi superiori della pinna pettorale liberi e filamentosi
- bordo della prima pinna dorsale di colore rosso-arancio o giallastro, sempre con tonalità rossastra.

I maschi in epoca riproduttiva sono scuri, il colore è comunque variabilissimo.

Le dimensioni massime non superano i 15 cm.

## Alimentazione
È un vorace predatore e si ciba di un gran numero di invertebrati acquatici o di avannotti. Uno studio ha recentemente dimostrato che preda in maniera efficiente anche il Granchio Corridore Atlantico (Percnon gibbesi), contribuendo quindi a ridurre l'abbondanza di questa specie aliena invasiva.

## Riproduzione
Avviene tra gennaio e giugno. Diverse migliaia di uova sono deposte in cavità.

## Pesca
Abbocca voracemente alle lenze. Le sue carni, adatte per fritture, sono apprezzate soprattutto nel Veneto ed in altre regioni del nord Italia.

## Acquariofilia
Questa specie si adatta facilmente alla vita in acquario ma se ne sta spesso nascosto per cui non è un ospite particolarmente vivace.